# Dungurra Island
Dungurra Island är en ö i Australien. Den ligger i delstaten Queensland, omkring 890 kilometer nordväst om delstatshuvudstaden Brisbane. Arean är 0,13 kvadratkilometer.
Savannklimat råder i trakten. Genomsnittlig årsnederbörd är 1 680 millimeter. Den regnigaste månaden är mars, med i genomsnitt 436 mm nederbörd, och den torraste är september, med 10 mm nederbörd.